# 第24屆評論家選擇獎
第24屆評論家選擇電影獎（24th Critics Choice Awards）在2019年1月13日於美國加州圣莫尼卡機場的Barker Hangar舉行頒獎典禮，由CW電視網進行電視轉播，用以表掦2018年出色的電影作品。
本屆提名最多的電影是《真寵》，一共14項，而獲獎最多的電影是《羅馬》，共獲4獎，包括最佳電影、最佳導演、最佳攝影及最佳外語片。

## 提名及得獎名單
| 最佳電影 - 羅馬 - 黑豹 - 黑色黨徒 - 真寵 - 登月先鋒 - 幸福綠皮書 - 藍色比爾街的沉默 - 愛·滿人間 - 星夢情深 - 為副不仁 | 最佳導演 - 艾方索·柯朗 – 羅馬 - 达米恩·查泽雷 – 登月先鋒 - 布萊德利·庫柏 – 星夢情深 - 彼得·法拉利 – 幸福綠皮書 - 尤格·藍西莫 – 真寵 - 史派克·李 – 黑色黨徒 - 亞當·麥凱 – 為副不仁 |
| 最佳男主角 - 克里斯汀·貝爾 – 為副不仁 - 布萊德利·庫柏 – 星夢情深 - 威廉·達佛 – 梵谷：在永恆之門 - 瑞恩·高斯林 – 登月先鋒 - 伊森·霍克 – 牧師的最後誘惑 - 雷米·馬利克 – 波希米亞狂想曲 - 維高·摩天臣 – 幸福綠皮書                                                       | 最佳女主角 - 格蓮·高絲 – 愛·欺 （并列） - Lady Gaga – 星夢情深 （并列） - 耶莉莎·阿帕里西奧 – 羅馬 - 愛蜜莉·布朗 – 愛·滿人間 - 東妮·克莉蒂 – 宿怨 - 奧莉薇雅·柯爾曼 – 真寵 - 梅丽莎·麦卡西 – 你能原諒我嗎？                                                                               |
| 最佳男配角 - 馬赫夏拉·阿里 – 幸福綠皮書 - 提摩西·夏勒梅 – 美麗男孩 - 亞當·崔佛 – 黑色黨徒 - 山姆·埃利奧特 – 星夢情深 - 理查·E·格蘭特 – 你能原諒我嗎？ - 麥可·B·喬丹 – 黑豹                                                                                            | 最佳女配角 - 蕾吉娜·金 – 藍色比爾街的沉默 - 艾美·亞當斯 – 為副不仁 - 克萊兒·芙伊 – 登月先鋒 - 妮可·基嫚 – 被抹去的男孩 - 艾瑪·史東 – 真寵 - 麗素·慧絲 – 真寵 |
| 最佳年輕演員 - 艾爾西·費雪爾 – 八年級生 - 湯瑪遜·麥肯錫 – 荒野之心 - 艾德・奧克森博爾德 – 狂野生活 - 米莉森・西蒙斯 – 噤界 - 阿曼德拉·斯坦伯格 – 致所有逝去的聲音 (電影) - 蘇尼·蘇爾迪奇 – 我們的90年代                                                               | 最佳整體演出 - 真寵 - 黑豹 - 瘋狂亞洲富豪 - 為副不仁 - 寡妇特工 |
| 最佳原創劇本 - 保羅·許瑞德 – 牧師的最後誘惑 - 博·伯翰 – 八年級生 - 艾方索·柯朗 – 羅馬 - 托尼·麥克納馬拉 & 黛博拉·戴維斯 – 真寵 - 亞當·麥凱 – 為副不仁 - 彼得·法拉利 & 尼克・瓦侖加 & 布萊恩・庫瑞 – 幸福綠皮書 - 約翰·卡拉辛斯基 & 布萊恩・伍茲 & 史考特・貝克 – 噤界 | 最佳改編劇本 - 巴里·杰金斯 – 藍色比爾街的沉默 - 瑞恩·库格勒 & 喬·羅伯特·科爾 – 黑豹 - 妮可·哈洛芙珊娜 & 傑夫·惠提 – 你能原諒我嗎？ - 布萊德利·庫柏 & 艾瑞克·羅斯 & 威爾·菲特斯 – 星夢情深 - 喬許·辛格 – 登月先鋒 - 史派克·李 & 凱文·威爾莫特 & 查利·沃希特爾 & 大衛·拉貝諾威茲 – 黑色黨徒 |
| 最佳攝影 - 艾方索·柯朗 – 羅馬 - 詹姆斯·拉克斯顿 – 藍色比爾街的沉默 - 馬修·裏巴提克 – 星夢情深 - 瑞秋·莫里森 – 黑豹 - 羅比・萊恩 – 真寵 - 萊納斯·桑德格倫 – 登月先鋒                                                                                                   | 最佳美術指導 - 漢娜·貝希勒 & 傑伊·哈特 – 黑豹 - 歐亨尼奧·卡瓦列羅 & 芭芭拉·埃瑞奎茲 – 羅馬 - 納爾遜·科茨 & 安德魯·巴斯曼 – 瘋狂亞洲富豪 - 費歐娜·克羅比 & 愛麗絲·費爾頓 – 真寵 - 納森・克羅利 & 凱西·盧卡斯 – 登月先鋒 - 約翰·邁爾 & 戈登·西姆 – 愛·滿人間                                |
| 最佳剪接 - 湯姆·克洛斯 – 登月先鋒 - 傑·凱西迪 – 星夢情深 - 漢克·考文 – 為副不仁 - 艾方索·柯朗 & 亞當·高福 – 羅馬 - 尤格斯・馬維洛普薩利迪斯 – 真寵 - 喬·沃克 – 寡妇特工                                                                                               | 最佳服裝設計 - 露絲·E·卡特 – 黑豹 - 亞歷山德拉·拜恩 – 雙后傳 - 朱利安·戴 – 波希米亞狂想曲 - 珊蒂·鮑威爾 – 真寵 - 珊蒂·鮑威爾 – 愛·滿人間 |
| 最佳化妝與髮型設計 - 為副不仁 - 黑豹 - 波希米亞狂想曲 - 真寵 - 雙后傳 - 窒息 | 最佳視覺效果 - 黑豹 - 復仇者聯盟3：無限之戰 - 登月先鋒 - 愛·滿人間 - 不可能的任務：全面瓦解 - 一級玩家 |
| 最佳動畫 - 蜘蛛人：新宇宙 - 鬼靈精 - 超人特攻隊2 - 犬之島 - 未來的未來 - 無敵破壞王2：網路大暴走 | 最佳動作電影 - 不可能的任務：全面瓦解 - 復仇者聯盟3：無限之戰 - 黑豹 - 死侍2 - 一級玩家 - 寡妇特工 |
| 最佳科幻/恐怖電影 - 噤界 - 滅絕 - 月光光新慌慌 - 宿怨 - 窒息 | 最佳喜劇電影 - 瘋狂亞洲富豪 - 死侍2 - 弊傢伙！史太林死咗 - 真寵 - 遊戲夜殺必死 - 扮工室上位攻略 |
| 最佳喜劇男主角 - 克里斯汀·貝爾 – 為副不仁 - 詹森·貝特曼 – 遊戲夜殺必死 - 維高·摩天臣 – 幸福綠皮書 - 约翰·C·赖利 – 喜劇天團：勞萊與哈臺 - 萊恩·雷諾斯 – 死侍2 - 凱斯·史坦費爾德 – 扮工室上位攻略                                                                       | 最佳喜劇女主角 - 奧莉薇雅·柯爾曼 – 真寵 - 愛蜜莉·布朗 – 愛·滿人間 - 艾爾西·費雪爾 – 八年級生 - 瑞秋·麥亞當斯 – 遊戲夜殺必死 - 查理兹·塞隆 – 厭世媽咪日記 - 吳恬敏 – 瘋狂亞洲富豪 |
| 最佳原創音樂 - 賈斯汀·赫維玆 – 登月先鋒 - 克里斯·鮑爾斯 – 幸福綠皮書 - 尼可拉斯・布泰爾 – 藍色比爾街的沉默 - 亚历山大·德斯普拉 – 犬之島 - 路德維希·約蘭鬆 – 黑豹 - 馬克·夏曼 – 愛·滿人間                                                                              | 最佳原創歌曲 - "淺灘" – 星夢情深 - "All the Stars" – 黑豹 - "Girl in the Movies" – Dumplin - "Ill Fight" – RBG - "The Place Where Lost Things Go" – 愛·滿人間 - "Trip a Little Light Fantastic" – 愛·滿人間                                                                               |
| 最佳外語片 - 羅馬 ( 墨西哥) - 燃燒烈愛 ( ) - 我想有個家 ( 黎巴嫩) - 沒有煙硝的愛情 ( 波蘭) - 小偷家族 ( 日本) | |